# Narciso negro
Narciso negro (Black Narcissus) es una película británica de 1947.

## Argumento
Unas monjas inglesas viajan a un lugar remoto en medio de los Himalayas (el Palacio de Mopu, cerca de Darjeeling) con el fin de fundar una escuela y un hospital. Sin embargo, la sensualidad de un serrallo convertido en la cima de las montañas y la del agente británico Dean las seducen.
Clodagh (Deborah Kerr), la superiora, intenta olvidar una relación fallida en Irlanda, su país natal. Las tensiones comienzan a aparecer cuando el encanto natural de Dean atrapa a Clodagh, pero también atrae a la mentalmente inestable hermana Ruth (Kathleen Byron), que se pone celosa, lo que la lleva a una crisis nerviosa y da lugar a un clímax violento.

## Reparto
- Deborah Kerr - Hermana Clodagh
- Flora Robson - Hermana Philippa
- Jean Simmons - Kanchi
- David Farrar - Dean
- Sabu - El joven general
- Esmond Knight - El anciano general
- Kathleen Byron - Hermana Ruth
- Jenny Laird - Hermana Honey
- Judith Furse - Hermana Briony
- May Hallatt - Angu Ayah
- Shaun Noble - Con, el novio de Clodagh
- Eddie Whaley Jr. - Joseph
- Nancy Roberts - Madre Dorothea
- Ley On - Phuba